# ダール・ニゴール賞
ダール・ニゴール賞(Dahl-Nygaard Prize)は、ソフトウェア工学で顕著な貢献を行ったベテランの研究者(senior prize)と大きな可能性を示した若手の研究者(junior prize)を毎年表彰する賞である。比較的新しい賞であるが、ベテランへの賞は、同分野で最も権威ある賞の一つと考えられている。
両賞の受賞者は、w:European Conference on Object-Oriented Programming(ECOOP)で発表される。プログラミングとシミュレーションの分野のパイオニアである2人のノルウェー人、オーレ＝ヨハン・ダールとクリステン・ニゴールに因んで名づけられ、2004年にAssociation Internationale pour les Technologies Objets (AITO)によって設立された。

## 受賞者(senior prize)
- 2005年:バートランド・メイヤー
- 2006年:エーリヒ・ガンマ、リチャード・ヘルム、ラルフ・ジョンソン、ジョン・ブリシディース
- 2007年:w:Luca Cardelli
- 2008年:米澤明憲
- 2009年:w:David Ungar
- 2010年:w:Doug Lea
- 2011年:w:Craig Chambers
- 2012年:w:Gregor Kiczales
- 2013年:w:Oscar Nierstrasz
- 2014年:w:William Cook (computer scientist)、w:Robert France
- 2015年:ビャーネ・ストロヴストルップ
- 2016年:w:James Noble (computer scientist)
- 2017年:w:Gilad Bracha
- 2018年:w:Lars Bak (computer programmer)[1]
- 2019年:Laurie Hendren
- 2020年:Jan Vitek
- 2021年:Kim Bruce
- 2022年:ダン・インガルス
- 2023年:Sophia Drossopoulou
- 2024年:Rachid Guerraoui